# フロリアン・マイヤー
フロリアン・マイヤー（Florian Mayer、1983年10月5日 - ）は、ドイツ・バイロイト出身の男子プロテニス選手。ウィンブルドン選手権で2度ベスト8に進出している。これまでにATPツアーでシングルス2勝を挙げる（ダブルス優勝はない）。自己最高ランキングはシングルス18位、ダブルス47位。身長190cm、体重82kg。右利き、バックハンド・ストロークは両手打ち。「メイヤー」の表記揺れも多い。

## 来歴
マイヤーは5歳からテニスを始め、2001年にプロに転向。2004年全豪オープンで予選を勝ち上がり、4大大会に初出場する。1回戦でリシャール・ガスケを7-5, 6-4, 6-3で破り初戦を突破した。全仏オープンでも1回戦で第16シードのフェルナンド・ゴンサレスに6-7(6), 6-1, 6-0, 7-6(5)で勝利している。
ウィンブルドンでは大会初出場ながら2回戦で、第3シードのギリェルモ・コリアを4-6, 6-3, 6-3, 6-4で破るなどして快進撃を続けベスト8に進出。準々決勝ではセバスチャン・グロジャンに5-7, 4-6, 2-6で敗れた。アテネ五輪にも出場し、1回戦でトマーシュ・ベルディハに3-6, 5-7で敗れた。2003年の最終ランキング250位から35位まで上がり、マイヤーはこの年の最優秀新人賞（Newcomer of the Year）を受賞した。
マイヤーは、2005年と2006年のオレンジ・ワルシャワ・オープンで2年連続で決勝に進出したが、2005年はガエル・モンフィスに6–7(6), 6–4, 5–7、2006年はニコライ・ダビデンコに6–7(6), 7–5, 4–6で競り負けた。2010年のストックホルム・オープンで4年ぶりの決勝に進出したが、ロジャー・フェデラーに4–6, 3–6で敗れた。2011年のBMWオープンで4度目の決勝に進出したが、ニコライ・ダビデンコに3–6, 6–3, 1–6で敗れている。
2011年、全仏オープン直前のワールドチームカップ決勝でアルゼンチンのフアン・モナコに7-6(4), 6-0で勝利して、ドイツチームの優勝に貢献。全仏オープン後のランキングで自己最高の18位となり、ドイツ男子選手のトップに立った。9月のBRDナスターゼ・ティリアク・トロフィーでマイヤーは5度目のツアー決勝に進出した。決勝ではパブロ・アンドゥハルに 6–3, 6–1 で勝利してプロ転向10年目で悲願の初優勝を果たした。
2012年ウィンブルドン選手権では第31シードから4回戦で第18シードのリシャール・ガスケを6–3, 6–1, 3–6, 6–2で破り8年ぶりのベスト8に進出した。準々決勝では第1シードのノバク・ジョコビッチに4–6, 1–6, 4–6で敗れた。
2016年のゲリー・ウェバー・オープンでは怪我の影響などもあり世界ランキングを192位まで落としていたがプロテクトランキングを使用しての参加となり、2回戦では第2シードの世界ランキング6位の錦織圭が棄権し不戦勝、準決勝では世界ランク7位のドミニク・ティームを破り、5年ぶりにツアーの決勝進出を果たす。決勝では同胞の期待の若手のアレクサンダー・ズベレフと対戦し、フルセットで下し優勝を飾った。
マイヤーは2018年の全米オープンを最後に現役を引退した。

## ATPツアー決勝進出結果

### シングルス: 7回 (2勝5敗)
| 大会グレード                            |
| グランドスラム (0-0)                    |
| ATPワールドツアー・ファイナル (0-0)     |
| ATPワールドツアー・マスターズ1000 (0-0) |
| ATPワールドツアー・500シリーズ (1-1)    |
| ATPワールドツアー・250シリーズ (1-4)    |

| サーフェス別タイトル |
| ハード (0-1)         |
| クレー (1-4)         |
| 芝 (1-0)             |
| カーペット (0-0)     |

| 結果   | No. | 決勝日         | 大会           | サーフェス    | 対戦相手                 | スコア           |
| ------ | --- | -------------- | -------------- | ------------- | ------------------------ | ---------------- |
| 準優勝 | 1.  | 2005年8月7日   | ソポト         | クレー        | ガエル・モンフィス       | 6–7(6), 6–4, 5–7 |
| 準優勝 | 2.  | 2006年8月6日   | ソポト         | クレー        | ニコライ・ダビデンコ     | 6–7(6), 7–5, 4–6 |
| 準優勝 | 3.  | 2010年10月24日 | ストックホルム | ハード (室内) | ロジャー・フェデラー     | 4–6, 3–6         |
| 準優勝 | 4.  | 2011年5月1日   | ミュンヘン     | クレー        | ニコライ・ダビデンコ     | 3–6, 6–3, 1–6    |
| 優勝   | 1.  | 2011年9月25日  | ブカレスト     | クレー        | パブロ・アンドゥハール   | 6–3, 6–1         |
| 優勝   | 2.  | 2016年6月19日  | ハレ           | 芝            | アレクサンダー・ズベレフ | 6-2, 5-7, 6-3    |
| 準優勝 | 5.  | 2017年7月30日  | ハンブルク     | クレー        | レオナルド・マイエル     | 4–6, 6–4, 3–6    |

### ダブルス: 1回 (0勝1敗)
| 結果   | No. | 決勝日        | 大会       | サーフェス | パートナー             | 対戦相手                            | スコア        |
| ------ | --- | ------------- | ---------- | ---------- | ---------------------- | ----------------------------------- | ------------- |
| 準優勝 | 1.  | 2005年4月25日 | ミュンヘン | クレー     | アレクサンダー・ワスケ | ユリアン・ノール マリオ・アンチッチ | 3–6, 6–1, 3–6 |

## 4大大会シングルス成績
略語の説明
| W | F | SF | QF | #R | RR | Q# | LQ | A | Z# | PO | G | S | B | NMS | P | NH |

W=優勝, F=準優勝, SF=ベスト4, QF=ベスト8, #R=#回戦敗退, RR=ラウンドロビン敗退, Q#=予選#回戦敗退, LQ=予選敗退, A=大会不参加, Z#=デビスカップ/BJKカップ地域ゾーン, PO=デビスカップ/BJKカッププレーオフ, G=オリンピック金メダル, S=オリンピック銀メダル, B=オリンピック銅メダル, NMS=マスターズシリーズから降格, P=開催延期, NH=開催なし.
| 大会           | 2004 | 2005 | 2006 | 2007 | 2008 | 2009 | 2010 | 2011 | 2012 | 2013 | 2014 | 2015 | 2016 | 2017 | 2018 | 通算成績 |
| -------------- | ---- | ---- | ---- | ---- | ---- | ---- | ---- | ---- | ---- | ---- | ---- | ---- | ---- | ---- | ---- | -------- |
| 全豪オープン   | 2R   | 1R   | 2R   | 3R   | 1R   | 2R   | 3R   | 2R   | A    | 2R   | 4R   | A    | A    | 1R   | 1R   | 12–12    |
| 全仏オープン   | 2R   | 1R   | 1R   | 1R   | A    | A    | A    | 2R   | 2R   | 1R   | A    | 1R   | 1R   | 1R   | 1R   | 3–11     |
| ウィンブルドン | QF   | 3R   | 2R   | 3R   | A    | A    | 2R   | 2R   | QF   | 1R   | A    | 1R   | 1R   | 2R   | 1R   | 16–12    |
| 全米オープン   | 2R   | 1R   | 2R   | 1R   | A    | A    | 1R   | 3R   | 1R   | 3R   | A    | 1R   | 1R   | 2R   | 1R   | 7–12     |